# YTN 뉴스퀘어 10AM
《YTN 뉴스퀘어 10AM》은 대한민국 YTN에서 평일 오전 9시 40분에 방송되는 YTN의 아침뉴스 프로그램이다.

## 방송 시간
- 현재 방송 시간은 2025년 1월 20일부터 기준으로 한다.

| 방송 채널 | 방송 기간                         | 방송 시간                                   |
| --------- | --------------------------------- | ------------------------------------------- |
| YTN       | 2019년 9월 30일 ~ 2020년 5월 29일 | 평일 오전 9시 ~ 11시 (2시간)                |
| YTN       | 2020년 6월 1일 ~ 2021년 7월 9일   | 평일 오전 9시 40분 ~ 11시 40분 (2시간)      |
| YTN       | 2023년 1월 2일 ~ 2024년 4월 30일  | 평일 오전 9시 40분 ~ 11시 40분 (2시간)      |
| YTN       | 2025년 1월 20일 ~ 현재            | 평일 오전 9시 40분 ~ 11시 40분 (2시간)      |
| YTN       | 2021년 7월 12일 ~ 2022년 6월 3일  | 평일 오전 9시 20분 ~ 10시 50분 (1시간 30분) |
| YTN       | 2022년 6월 6일 ~ 2022년 12월 30일 | 평일 오전 9시 50분 ~ 11시 50분 (2시간)      |
| YTN       | 2024년 5월 1일 ~ 2024년 8월 29일  | 평일 오전 9시 50분 ~ 11시 30분 (1시간 40분) |
| YTN       | 2024년 9월 1일 ~ 2025년 1월 17일  | 평일 오전 9시 50분 ~ 11시 40분 (1시간 50분) |

## 앵커
- 박석원 아나운서 (남)
- 엄지민 아나운서 (여)

## 타이틀 변천사
| 역대 | 타이틀            | 방송 기간                          |
| ---- | ----------------- | ---------------------------------- |
| 1기  | YTN 뉴스퍼레이드  | 2003년 3월 10일 ~ 2009년 11월 13일 |
| 2기  | YTN 뉴스현장      | 2010년 5월 3일 ~ 2013년 5월 16일   |
| 3기  | YTN 뉴스EYE       | 2013년 5월 20일 ~ 2013년 11월 15일 |
| 4기  | YTN 뉴스정석      | 2013년 11월 18일 ~ 2015년 6월 26일 |
| 5기  | YTN 뉴스타워      | 2015년 6월 29일 ~ 2018년 11월 30일 |
| 6기  | YTN 뉴스 940      | 2018년 12월 3일 ~ 2019년 9월 27일  |
| 7기  | YTN 뉴스LIVE      | 2019년 9월 30일 ~ 2024년 4월 1일   |
| 8기  | YTN 24            | 2024년 4월 2일 ~ 2024년 4월 30일   |
| 9기  | YTN 뉴스퀘어 10AM | 2024년 5월 1일 ~ 현재              |

## 경쟁 뉴스 프로그램
- KBS 930 뉴스 (KBS 1TV)
- KBS 아침뉴스타임 (KBS 2TV)
- 930 MBC 뉴스 (MBC TV)
- SBS 10 뉴스 (SBS TV)
- 뉴스포커스 (연합뉴스TV)